# Verfassung Sierra Leones
Die Verfassung Sierra Leones ist das oberste Gesetz des westafrikanischen Staates Sierra Leone. Sie basiert auf den Grundsätzen der Freiheit, Demokratie und des Rechtsstaates.

## Geschichte
Die derzeitige Verfassung wurde 1991 verabschiedet, 1998 wieder eingesetzt und seitdem mehrmals, zuletzt 2013, geändert. Die erste Verfassung für Sierra Leone als Republik wurde 1971, zehn Jahre nach der Unabhängigkeit 1961, verabschiedet. Zuvor galt der Independence Act. 1978 wurde die Verfassung auf ein Einparteiensystem ausgerichtet und 1985 verändert.

## Aufbau
Die Verfassung sieht eine klassische Gewaltenteilung in Legislative, Exekutive und Judikative vor.
Die ausführende Gewalt liegt laut Verfassung beim Staatspräsidenten sowie seinem Kabinett. Die gesetzgebende Gewalt obliegt dem Einkammerparlament. Die richterliche Gewalt liegt beim Supreme Court, dem Berufungsgericht sowie dem High Court of Justice. der Judikative steht der Chief Justice vor. Die Obersten Gerichte bilden gemeinsam den  Superior Court of Judicature (in etwa Oberster Gerichtshof der Judikative).

### Kapitel
Die Verfassung ist in 14 Kapitel (Chapter) mit insgesamt 192 Artikel unterteilt.
1. Republik Sierra Leone – Grundlagen, Flagge, Wappen, Nationalhymne
2. Grundlagen der Staatsführung und Ziele des Staates
3. Anerkennung der Menschenrechte und der Freiheit jedes Einzelnen
4. Vertretung der Menschen
5. Exekutive
6. Legislative
7. Judikative
8. Ombudsmann
9. Enquete-Kommission
10. Öffentlicher Dienst
11. Streitkräfte
12. Gesetze
13. Diverses
14. Übergangserklärungen